# Bad Teacher (série télévisée)
Pour les articles homonymes, voir Bad Teacher.
Bad Teacher est une série télévisée américaine en treize épisodes de 23 minutes créée par Hilary Winston dont seulement cinq épisodes ont été diffusés entre le 24 avril, et le 22 mai 2014 sur le réseau CBS et en simultané au Canada sur le réseau Global. Les autres épisodes sont diffusés à partir du 5 juillet 2014.
C'est l'adaptation télévisuelle du film Bad Teacher sorti en 2011.
Cette série est inédite dans tous les pays francophones.

## Synopsis
Lorsque son mari demande le divorce et qu'elle constate qu'elle avait signé un contrat prénuptial, Meredith Davis se retrouve à la rue. Elle n'a plus qu'une idée en tête, se remarier avec un homme riche. Pour cela, elle se fait engager en tant que professeur dans une école huppée afin de rencontrer le plus de pères célibataires, divorcés ou ouverts à toute proposition. Cela n'est pas du goût de tout le monde : Ginny qui avait le contrôle du collège avant son arrivée va sans cesse la tester. Mais elle peut compter sur le prof de gym, une vieille connaissance, Irène, une prof de sciences totalement dévouée, et sur le proviseur, complètement sous son charme pour l'aider dans sa quête.

## Distribution

### Acteurs principaux
- Ari Graynor : Meredith Davis
- Sara Gilbert : Irène Dudek
- Ryan Hansen : Joël Kotsky
- David Alan Grier : Principal Carl Gaines
- Kristin Davis : Ginny Taylor-Clapp
- Caitlin Kimball : Kim Superfine
- Sara Rodier : Lily

### Acteurs récurrents
- Seaonna Chanadet : étudiante (11 épisodes)
- Stuart Allan (en) : James Pfaff (8 épisodes)
- Grace Kaufman : Bronwen (8 épisodes)
- Madison De La Garza : Kelsey (7 épisodes)
- Kat Foster (en) : Brie (6 épisodes)
- Brett Gelman : Mr Pilaf (5 épisodes)
- Aedin Mincks : AV Kid (5 épisodes)
- Dani Dare : Kid (4 épisodes)

### Invités
- Lenny Jacobson (en) : Larry (épisodes 1 et 7)
- Josh Casaubon (af) : Dr Grant (épisodes 1 et 9)
- Richard Kind : Brie's Husband (épisode 1)
- Yara Shahidi : Jalissa (épisode 1)
- John Getz : Howard (épisode 1)
- Ava Allan (es) : Bella (épisode 1)
- Ptolemy Slocum : Nerdy Dad (épisode 1)
- Ken Marino : Mike (épisode 2)
- Brooke Dillman (en) : Barbara (épisodes 3 et 7)
- Paul Lieberstein : Evaluator (épisode 3)
- Ricardo Antonio Chavira : Tico (épisodes 4 et 6)
- Maile Flanagan (en) : Linda (épisodes 4 et 7)
- Brian Baumgartner : Officer Edmund (épisode 4)
- Colin Egglesfield : Jason (épisode 4)
- Mark Cuban : lui-même (épisode 4)
- Colin Hanks : Coach Donnie (épisodes 5, 9 et 10)
- Allison Miller : Janet (épisode 5)
- Andrew Daly : Dale (épisode 5)
- Lindsay Bushman (en) : Cute Girl (épisode 6)
- Virginia Williams : Poppy (épisodes 7, 10 et 13)
- Scottie Thompson : Mitzi (épisode 7)
- Tim Bagley : Greg (épisode 7)
- Andrew Leeds : Ned (épisode 7)
- Luka Jones : Chef Asher (épisode 8)
- Hal Ozsan : Navid (épisode 8)
- Karly Rothenberg : Lonnie (épisode 8)
- Carla Jimenez (en) : Lupe (épisode 9)
- Oscar Nuñez : Louis (épisode 9)
- Keesha Sharp : Denise (épisodes 10, 12 et 13)
- Page Kennedy : Coach Ed (épisode 10)
- Twink Caplan : Teacher #2 (épisode 10)
- Suzy Nakamura : Mrs Hu (épisode 11)
- Lauren Tom : Mrs Hu 2 (épisode 11)
- Caroline Aaron : Doris (épisode 11)
- Mo Gaffney (en) : Lorna (épisode 11)
- Tom Parker : Dashing Music Teacher (épisode 11)
- Jada Facer (en) : Harper (épisode 11)
- Tate Ellington : Jerry (épisode 12)
- Christine Woods : Alex (épisode 12)
- Niecy Nash : Carla (épisode 13)
- Steven Weber : Ray (épisode 13)
- Mindy Robinson (en) : Elaine (épisode 13)

## Fiche technique
- Scripteur du pilote : Hilary Winston
- Producteurs exécutifs : Hilary Winston, Lee Eisenberg, Gene Stupnitsky, Sam Hansen, Jimmy Miller et Michael Lasker
- Producteurs : Ari Graynor et Cameron Diaz[4]
- Société de production : Sony Pictures Television en association avec CBS Television Studios et Mosaic Media Group

## Développement

### Production
Le projet a été présenté à CBS en octobre 2012, qui a commandé un pilote en janvier 2013. Lors du dévoilement de la programmation en mai 2013, la série ne figurait pas parmi celles sélectionnées. Une semaine plus tard, après négociations, elle a été retenue pour la mi-saison.
Le 10 mai 2014, CBS annule la série, mais finira tout de même de diffuser les épisodes produits.
Après la diffusion du cinquième épisode, CBS retire la série de l'horaire, laissant huit épisodes inédits. Les autres épisodes sont diffusés à partir du 5 juillet 2014.

### Casting
Les rôles ont été attribués dans cet ordre : David Alan Grier, Ari Graynor, Ryan Hansen, Sara Gilbert, Kristin Davis, Caitlin Kimball et Katie Walder (en) (Brie).

## Épisodes
| № | Titre                 | Réalisation           | Scénario                         | Première diffusion | Code de prod. | Audience (millions) |
| --- | --------------------- | --------------------- | -------------------------------- | ------------------ | ------------- | ------------------- |
| 1 | Pilot                 | Don Scardino          | Hilary Winston                   | 24 avril 2014      | 100           | 7,8                 |
| Meredith Miles se fait passer pour un enseignant dans une école dans l'espoir de rencontrer un homme riche, après son divorce mais Ginny, un membre du corps professoral a des soupçons sur elle. |                       |                       |                                  |                    |               |                     |
| 2 | Daddy Issues          | Peter Lauer (en)      | Tim McAuliffe (en)               | 1er mai 2014       | 103           | 6,47                |
| Meredith fait la rencontre et tombe sous le charme du père de l'une de ses élèves, qui est réticente à l'idée que son père sorte avec son professeur.                                             |                       |                       |                                  |                    |               |                     |
| 3 | Evaluation Day        | Victor Nelli Jr. (en) | Ben Dougan                       | 8 mai 2014         | 106           | 5,73                |
| C'est le jour de l'évaluation des professeurs et Meredith ayant peur d'être mal notée soudoie ses élèves. Ginny est jalouse de la réussite de Meredith et essaie de la faire tomber.              |                       |                       |                                  |                    |               |                     |
| 4 | Fiedtrippers          | Bryan Gordon          | Billy Finnegan                   | 15 mai 2014        | 107           | 5,48                |
| 5 | The 6th Grade Lock-In | Adam Davidson         | Erica Rivinoja                   | 22 mai 2014        | 104           | 4,34                |
| 6 | Yearbook              | Fred Savage           | Matthew Libman et Daniel Libman  | 5 juillet 2014     | 110           | 1,52                |
| 7 | Divorced Dudes        | Fred Goss (en)        | Hilary Winston                   | 5 juillet 2014     | 101           | 1,4                 |
| 8 | Nix the Fat Week      | Eric Appel (en)       | Amy Pocha et Seth Cohen          | 12 juillet 2014    | 109           | 1,54                |
| 9 | Life Science          | Eyal Gordin (en)      | Mat Harawitz                     | 12 juillet 2014    | 102           | 1,48                |
| 10 | Found Money           | Matt Sohn             | Jamie Rhonheimer                 | 19 juillet 2014    | 105           | 1,46                |
| 11 | A Little Respect      | Fred Goss             | David McHugh et Matthew Flanagan | 19 juillet 2014    | 108           | 1,35                |
| 12 | The Bottle            | Linda Mendoza (en)    | Jamie Rhonheimer                 | 26 juillet 2014    | 111           | 1,47                |
| 13 | What's Old Is New     | Jay Chandrasekhar     | Hilary Winston                   | 26 juillet 2014    | 112           | 1,51                |

## Accueil

### Aux États-Unis
Le jeudi 24 avril 2014, l’épisode pilote réalise un démarrage correct en rassemblant 7,8 millions de téléspectateurs, et un taux de 2,1 % sur les 18/49 ans, la cible prisée des annonceurs américains.

### Réception critique
La série a rencontré un accueil mitigé des critiques professionnels, avec un score de 51⁄100 sur le site Metacritic, pour 22 commentaires, tandis que 58 % des 24 commentaires collectés sur le site Rotten Tomatoes sont positifs, pour une moyenne de 5,7⁄10. Le site AlloCiné, ayant recensé 10 commentaires, lui attribue une note moyenne de 2,7⁄5.
People Weekly, le Los Angeles Times et The Wrap émettent un avis favorable, saluant notamment les performances de Graynor et des autres acteurs, toutefois le New York Times note que « le premier épisode en fait trop, et n’est pas aussi drôle qu’il aurait pu », mais que « l'écriture se lâche un peu plus tard, et gagne un certain charme », tandis que Variety écrit que « cette adaptation du film devient rapidement prévisible », mais qu'« à son niveau, le show se révèle assez divertissant ».
Le San Francisco Chronicle note que la série « est plus drôle que le film, sûrement en raison du format plus court, mais aussi grâce aux performances des acteurs », saluant la distribution, dont les jeunes acteurs, ainsi que Kristin Davis, bien que « sous-utilisé », selon lui.
Parmi les commentaires négatifs, Newsday pense que la showrunner, Hilary Weston, a transformé le long-métrage en « une épouvantable héroïne en une sitcom grand public, avec quelques blagues grossières et une gentille fille qui donne le sourire à chaque fin d’épisode » et le Washington Post trouve qu'il est « difficile de rire des frasques de l’immorale Meredith et de son indifférence vis-à-vis de son travail ».